# Noville
Noville je obec na jihozápadě Švýcarska, v okrese Aigle v kantonu Vaud. Žije zde přibližně 1 100 obyvatel.

## Geografie

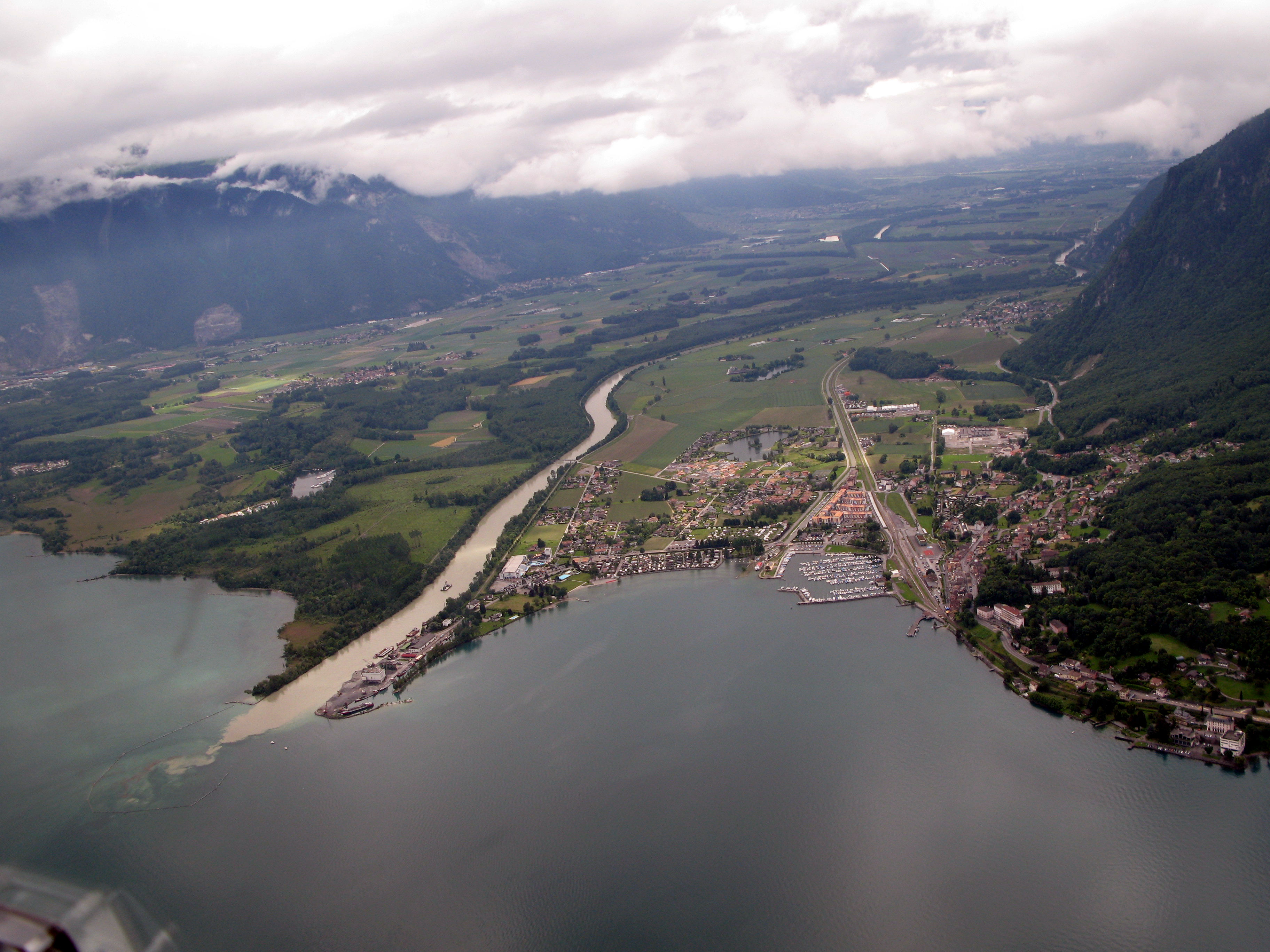
Delta Rhôny do Ženevského jezera; Novile vlevo uprostřed

Noville leží v nadmořské výšce 378 m, vzdušnou čarou 8 km severozápadně od okresního města Aigle. Obec leží v širokém údolí východně od řeky Rhôny, těsně před jejím vtokem do Ženevského jezera, na úpatí Vaudských Alp.
Území obce o rozloze 10,3 km² pokrývá část údolí Rhôny. Území obce se rozkládá od kanalizovaného toku Rhôny směrem na východ přes ploché dno údolí a tzv. Grand Canal až k zemědělské půdě Noville. Východní hranici tvoří řeka Eau Froide, která se u Villeneuve vlévá do Ženevského jezera. Podél břehu Ženevského jezera, které patří k Noville mezi ústím Rhôny a Eau Froide, se nachází chráněná mokřadní oblast Les Grangettes s rozsáhlými rákosovými porosty, rybníky a lesy.
Ostrov Île de Peilz leží 500 metrů od břehu. Nejvyšší bod Noville leží v nadmořské výšce 381 metrů u Crebelley. V roce 1997 tvořila 8 % rozlohy obce zastavěná plocha, 37 % lesy a lesní porosty, 43 % zemědělské plochy a něco přes 12 % neproduktivní půda.
K Noville patří vesnice Crebelley (379 m n. m.) v rovině Rhôny východně od kanálu Grand a několik jednotlivých farem. Sousedními obcemi Noville jsou Villeneuve, Rennaz, Roche a Chessel v kantonu Vaud a Port-Valais v kantonu Valais.

## Historie

Letecký pohled (1971)

První písemná zmínka o obci pochází z roku 1177 pod názvem Nova Villa, název Novella se objevil v roce 1342. Vesnici založili obyvatelé sousedního Villeneuve. Od středověku byla Noville pod vládou savojských hrabat.
S dobytím panství Aigle Bernem v roce 1476 přešlo Noville pod správní jednotku Aigle. Po pádu Staré švýcarské konfederace patřila obec v letech 1798–1803 v období helvétského soustátí ke kantonu Léman, který byl poté po vstupu v platnost mediační ústavy sloučen s kantonem Vaud. V roce 1798 byla přiřazena k okresu Aigle. Své současné hranice získalo Noville až v roce 1834 po oddělení od obce Rennaz.
V rámci nábřeží Rhôny ve druhé polovině 19. století byla odvodněna velká část mokřadů jižně od Ženevského jezera a byla získána cenná zemědělská půda.

## Obyvatelstvo
| Vývoj počtu obyvatel | Vývoj počtu obyvatel | Vývoj počtu obyvatel | Vývoj počtu obyvatel | Vývoj počtu obyvatel | Vývoj počtu obyvatel | Vývoj počtu obyvatel | Vývoj počtu obyvatel | Vývoj počtu obyvatel | Vývoj počtu obyvatel | Vývoj počtu obyvatel | Vývoj počtu obyvatel | Vývoj počtu obyvatel | Vývoj počtu obyvatel | Vývoj počtu obyvatel | Vývoj počtu obyvatel | Vývoj počtu obyvatel | Vývoj počtu obyvatel |
| -------------------- | -------------------- | -------------------- | -------------------- | -------------------- | -------------------- | -------------------- | -------------------- | -------------------- | -------------------- | -------------------- | -------------------- | -------------------- | -------------------- | -------------------- | -------------------- | -------------------- | -------------------- |
| Rok                  | 1798                 | 1850                 | 1860                 | 1870                 | 1880                 | 1888                 | 1900                 | 1910                 | 1920                 | 1930                 | 1941                 | 1950                 | 1960                 | 1970                 | 1980                 | 1990                 | 2000                 |
| Počet obyvatel       | 207                  | 376                  | 437                  | 411                  | 340                  | 384                  | 415                  | 406                  | 452                  | 427                  | 438                  | 467                  | 459                  | 460                  | 427                  | 504                  | 647                  |

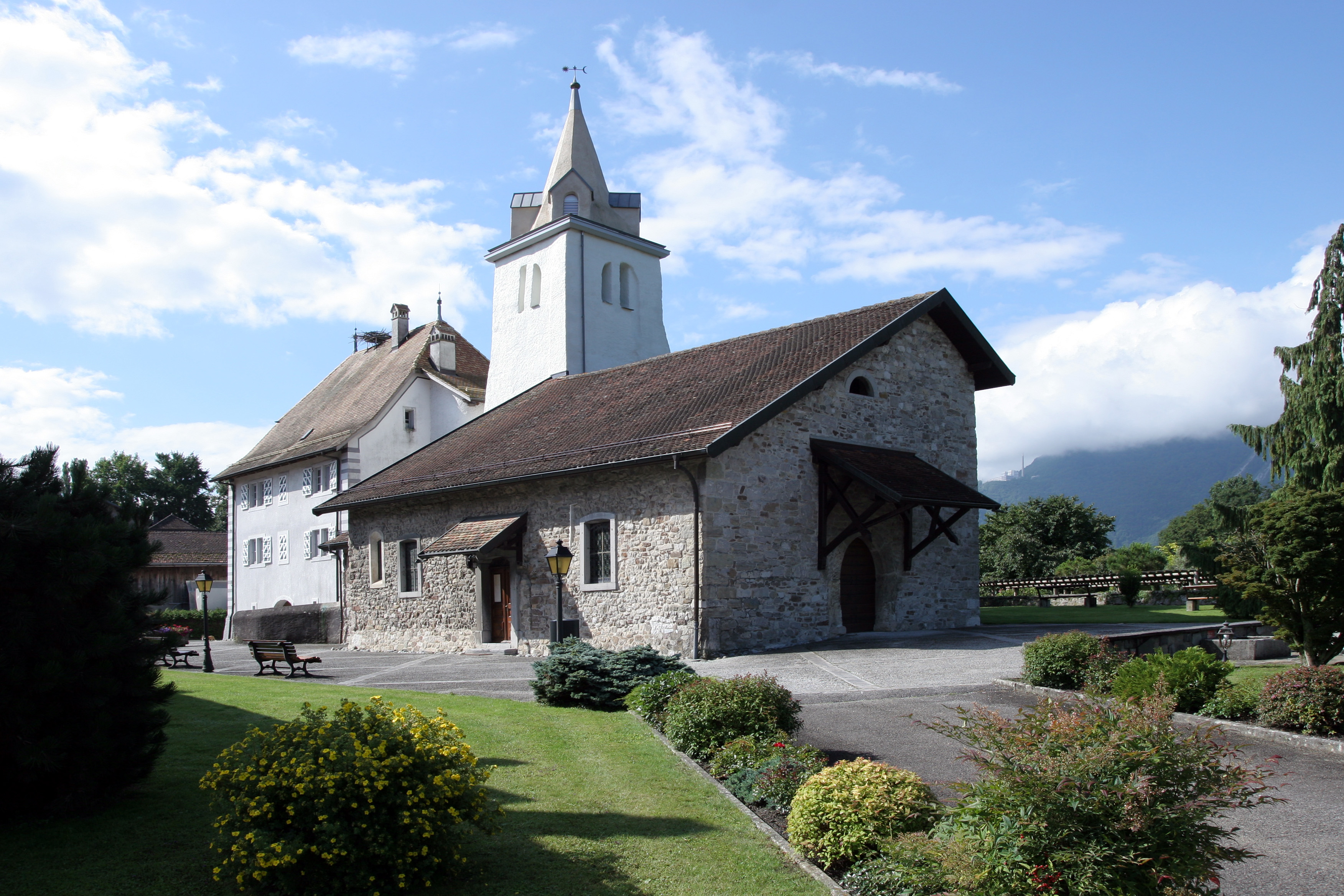
Kostel

Z celkového počtu obyvatel je 89,5 % francouzsky mluvících, 5,0 % německy mluvících a 2,6 % italsky mluvících (stav v roce 2000). V roce 1900 žilo v Noville celkem 415 obyvatel. V průběhu 20. století zůstával počet obyvatel poměrně stálý. Teprve od roku 1980 (427 obyvatel) došlo k výraznému nárůstu počtu obyvatel.

## Hospodářství

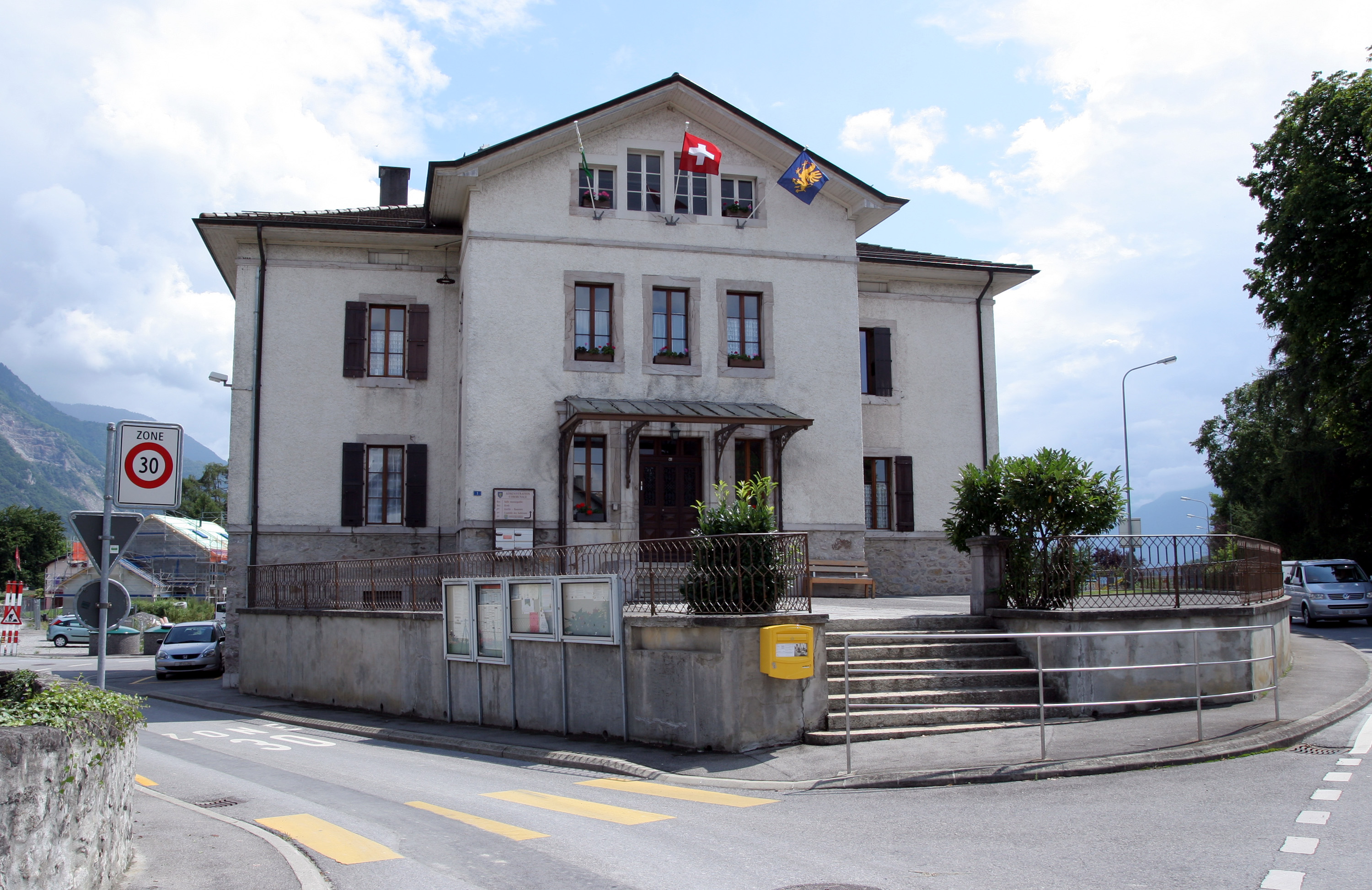
Obecní úřad

Až do druhé poloviny 20. století bylo Noville převážně zemědělskou obcí. I dnes hraje zemědělství a ovocnářství v rovině Rhôny důležitou roli ve struktuře zaměstnanosti obyvatelstva. Další pracovní místa jsou k dispozici v místních malých podnicích a v sektoru služeb. V obci se nachází zahradnické centrum, truhlářská dílna, loďařská firma a mechanická dílna. V obci se nachází kemp nedaleko břehu Ženevského jezera. V posledních desetiletích se obec rozvinula v rezidenční obec. Mnoho zaměstnanců dojíždí za prací převážně do regionu Vevey-Montreux.

## Doprava
Obec má dobré dopravní spojení. Nachází se na silnici vedoucí z Villeneuve do Vouvry. Nejbližší sjezd na dálnici A9 (Lausanne–Sion), která byla otevřena v roce 1970, je vzdálen asi 3 km od centra obce. Noville je napojeno na síť veřejné dopravy prostřednictvím linky Postauto, která jezdí z Villeneuve do Vouvry.
Stezka Passerelle des Grangettes vede přes rhônský kanál do Le Bouveret.